# Labastide-Saint-Sernin
Labastide-Saint-Sernin is een gemeente in het Franse departement Haute-Garonne (regio Occitanie). De plaats maakt deel uit van het arrondissement Toulouse. Labastide-Saint-Sernin telde op 1 januari 2022 1.946 inwoners.

## Geografie
De oppervlakte van Labastide-Saint-Sernin bedroeg op 1 januari 2022 4,97 vierkante kilometer; de bevolkingsdichtheid was toen 391,5 inwoners per km².

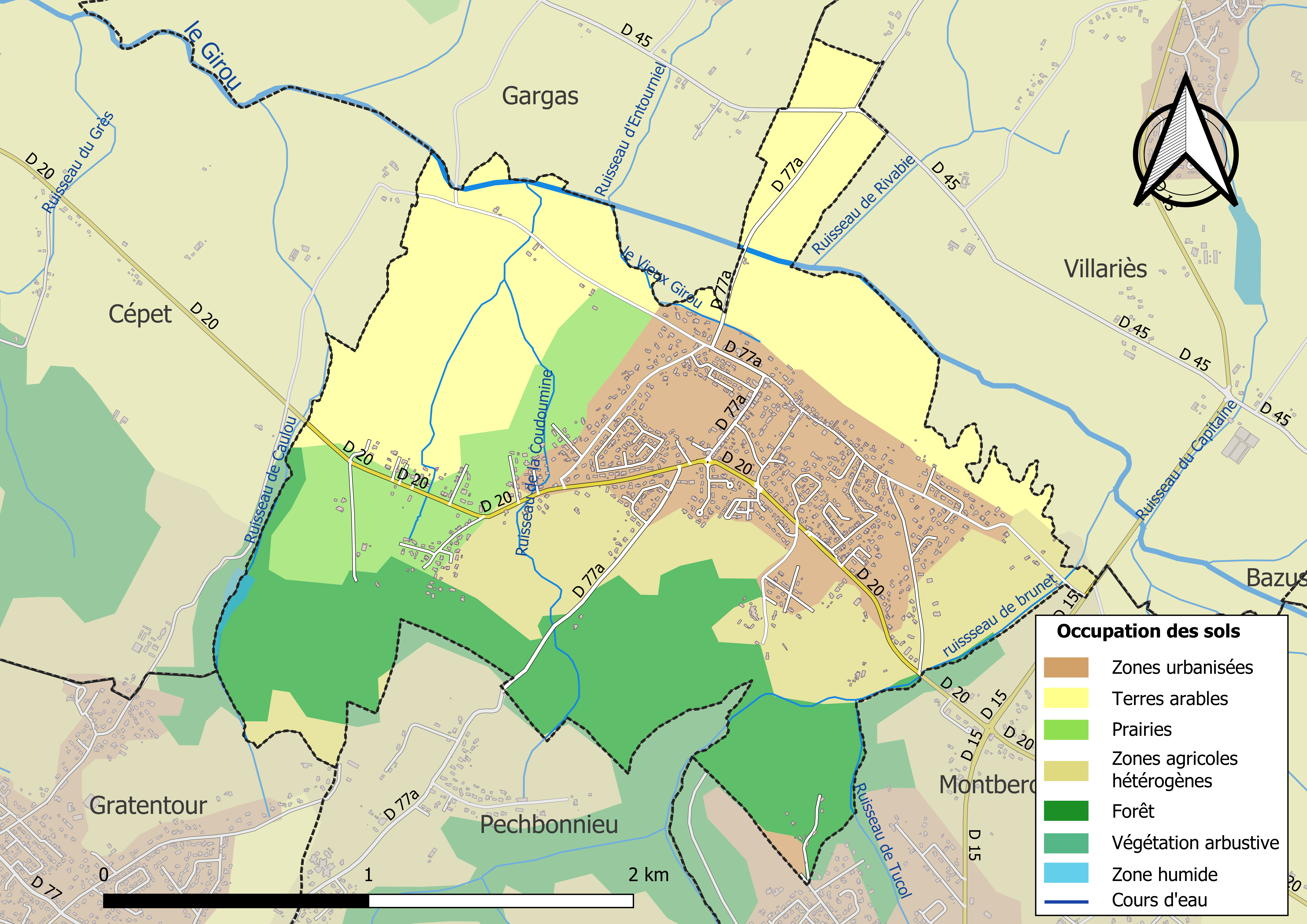
Kaart van de gemeente met belangrijkste infrastructuur, bodemgebruik en omliggende gemeenten

## Demografie
Onderstaande figuur toont het verloop van het inwonertal (bron: INSEE-tellingen).